# Malaltia de Cushing
La malaltia de Cushing és una de les causes de la síndrome de Cushing caracteritzada per un augment de la secreció de corticotropina (ACTH) de la hipòfisi anterior (hipercortisolisme secundari). Això és més freqüent com a resultat d'un adenoma hipofisiari (específicament basofilisme hipofisiari) o per l'excés de producció de l'hipotàlem de la hormona alliberadora de corticotropina (CRH) (hipercortisolisme terciari/hipercorticisme) que estimula la síntesi de cortisol per les glàndules suprarenals. Els adenomes hipofisiaris són responsables del 80% de la síndrome de Cushing endògena, quan s'exclou la síndrome de Cushing per glucocorticoides administrats de forma exògena. La versió equina d'aquesta malaltia és la disfunció pars intermedia de la hipòfisi.
No s'ha de confondre amb la síndrome ectòpica de Cushing o l'ús d'esteroides exògens.